# Spoorlijn Wuppertal-Vohwinkel - Wuppertal-Varresbeck
De spoorlijn Wuppertal-Vohwinkel - Wuppertal-Varresbeck was een Duitse spoorlijn en was als spoorlijn 2722 onder beheer van DB Netze.

## Geschiedenis
Het traject werd door de Preußische Staatseisenbahnen geopend op 1 april 1896.  

## Aansluitingen
In de volgende plaatsen was er een aansluiting op de volgende spoorlijnen:
Wuppertal-Vohwinkel
DB 2525, spoorlijn tussen Neuss en Linderhausen
DB 2550, spoorlijn tussen Aken en Kassel
DB 2723, spoorlijn tussen Wuppertal-Vohwinkel en Essen-Kupferdreh
DB 2725, spoorlijn tussen Wuppertal-Vohwinkel F8 en Wuppertal-Vohwinkel Vpf
DB 2732, spoorlijn tussen Gruiten en Wuppertal-Vohwinkel
DB 2733, spoorlijn tussen Gruiten en Wuppertal-Vohwinkel
DB 2734, spoorlijn tussen Solingen en Wuppertal-Vohwinkel
Wuppertal-Varresbeck
DB 2423, spoorlijn tussen Düsseldorf-Derendorf en Dortmund Süd